# Bahnhof Langenbach (Oberbay)

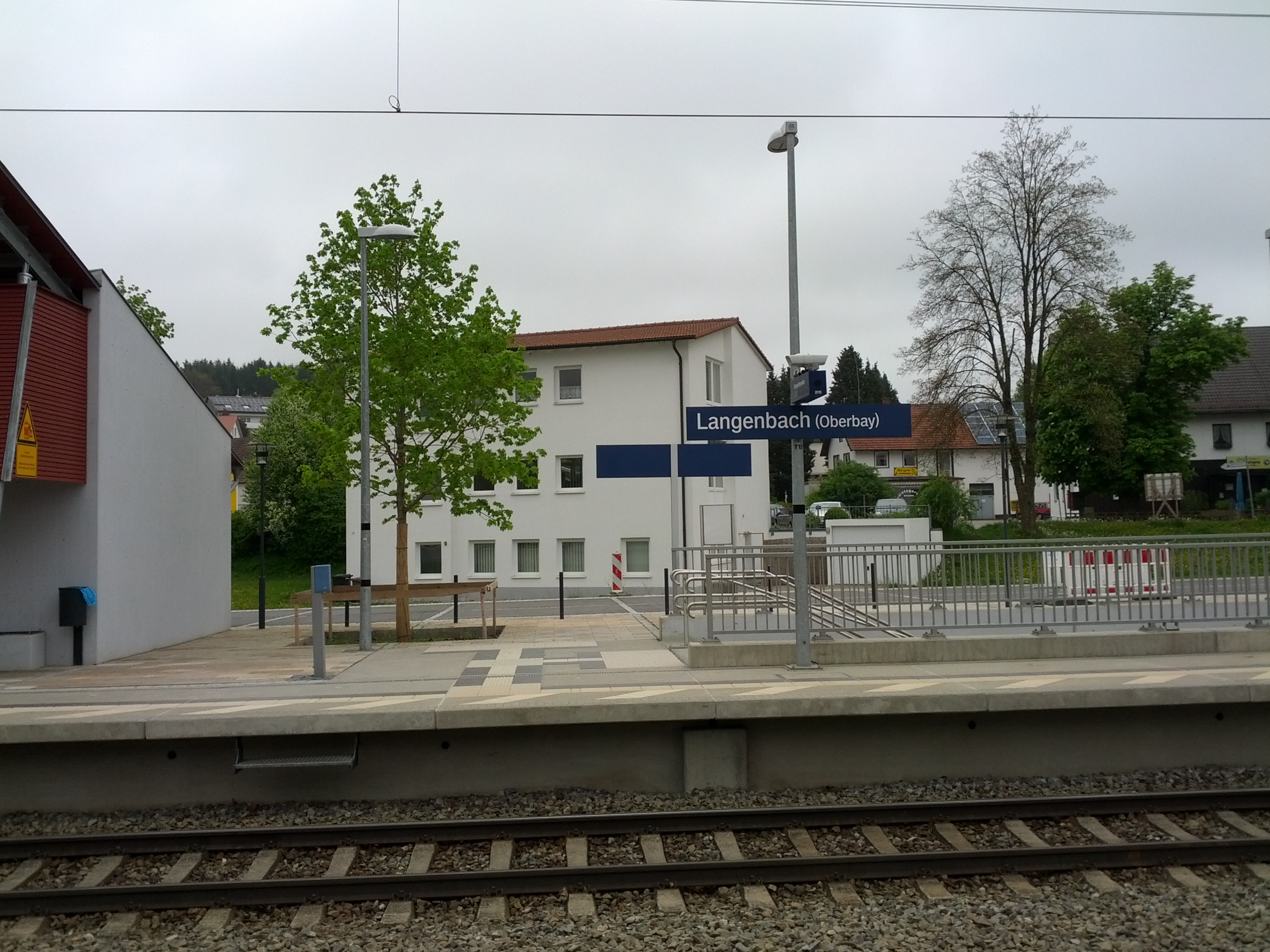
Die Bahnsteige des Haltepunktes Langenbach(Oberbay).

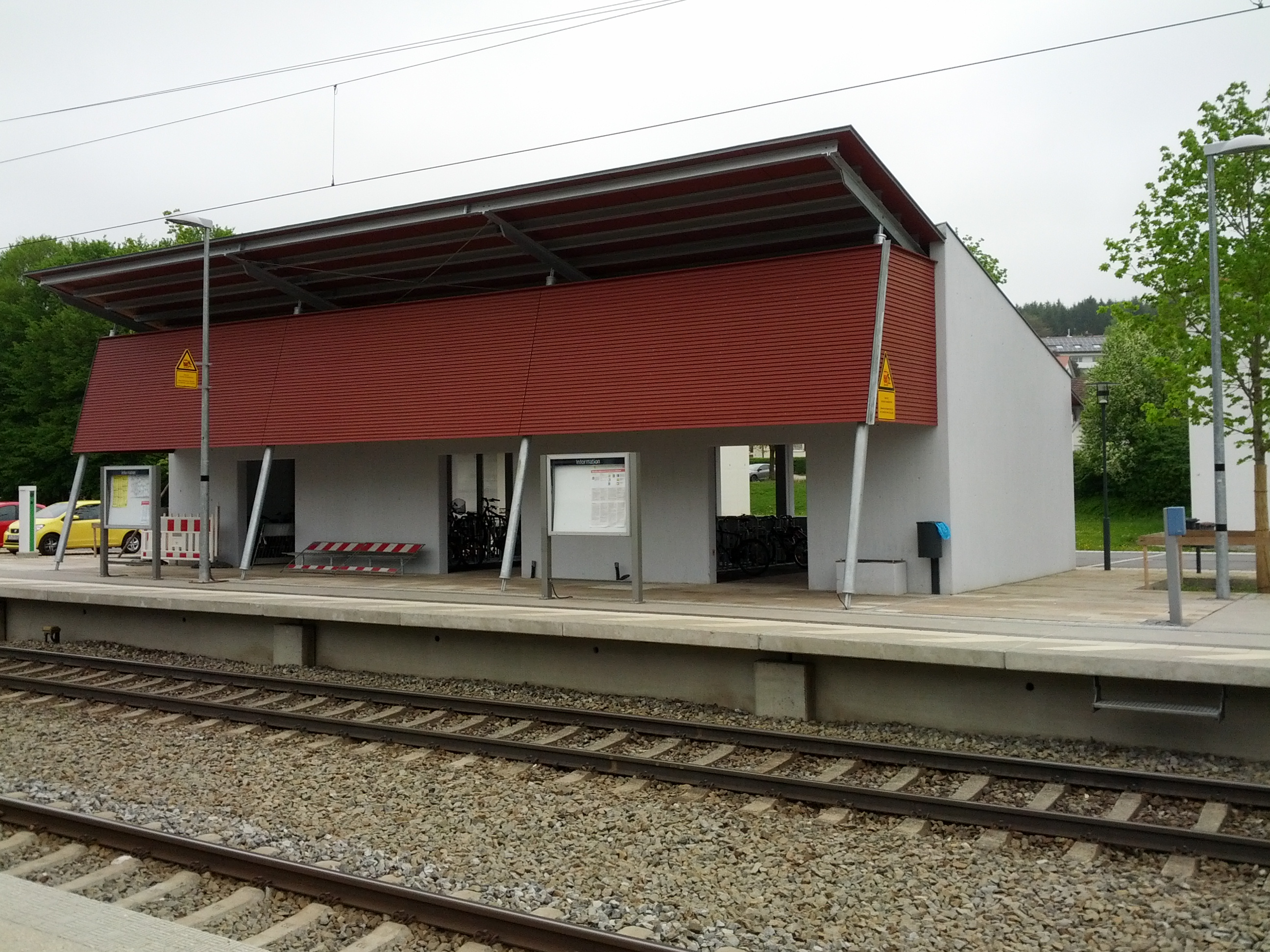
Die Fahrradhalle am Haltepunkt Langenbach(Oberbay).

Der Bahnhof Langenbach (Oberbay) ist der einzige Bahnhof der oberbayerischen Gemeinde Langenbach im Landkreis Freising. Der Bahnhof verfügt über zwei Bahnsteiggleise. Der Bahnhof wird täglich von ungefähr 35 Zügen der Deutschen Bahn AG bedient. Der Bahnhof liegt im Verbundgebiet des Münchner Verkehrs- und Tarifverbunds. Im Bahnhof Langenbach zweigt die heute nur noch bis zum Kraftwerk Zolling für den Güterverkehr genutzte Bahnstrecke Langenbach–Enzelhausen von der Bahnstrecke München–Regensburg ab.
Der Bahnhof wurde am 3. November 1858 mit der Bahnstrecke München–Landshut in Betrieb genommen. Mit der Inbetriebnahme der Hallertauer Lokalbahn nach Enzelhausen im Jahr 1909 wurde der Bahnhof grundlegend umgebaut. Von 2009 bis 2011 erfolgte der barrierefreie Ausbau des Bahnhofs, wodurch dieser um 200 Meter verschoben wurde.

## Lage
Der Bahnhof Langenbach (Oberbay) liegt circa 200 Meter nördlich der Ortsmitte von Langenbach. Das Bahnhofsgebäude liegt an Bahnhofstraße und hat die Adresse Bahnhofstraße 5. Südlich des Bahnhofsgebäudes wird das Bahnhofsgelände durch die Eichenstraße begrenzt, die dort die Bahnstrecke überquert. Westlich des Bahngeländes liegt die Dorfstraße, dazwischen befinden sich allerdings Wohnhäuser. Im Norden des Bahnhofs überquert die Inkofener Straße die Gleisanlagen.
Die Bahnstrecke München–Regensburg (VzG 5500), an welcher der Bahnhof liegt, ist eine zweigleisige und elektrifizierte Bahnstrecke. Sie wird im Kursbuch der Deutschen Bahn als Kursbuchstrecke 930 geführt. Der Bahnhof liegt am Streckenkilometer 50,4. Zudem zweigt die heute nur noch im Güterverkehr bediente Bahnstrecke Langenbach–Enzelhausen (VzG 5633), auch als Hallertauer Lokalbahn bezeichnet, in Langenbach von der Bahnstrecke München–Regensburg ab. Der Bahnhof Langenbach (Oberbay) liegt am Streckenkilometer 0,0.

## Geschichte
Die Königlich privilegirte Actiengesellschaft der bayerischen Ostbahnen eröffnete den Bahnhof Langenbach (Oberbay) am 3. November 1858 mit dem Streckenabschnitt München–Landshut der Bahnstrecke München–Regensburg. Am 12. Dezember 1859 konnte die Bahnstrecke bis Regensburg verlängert werden. Die Bahnstrecke München–Regensburg führte die Königlich privilegirte Actiengesellschaft der bayerischen Ostbahnen nur eingleisig aus, sodass dem Bahnhof Langenbach nach der Eröffnung der Strecke zwei Gleise für den Personenverkehr zur Verfügung standen. Das Gleis 2, welches über einen Seitenbahnsteig verfügte, war das Streckengleis. Das Gleis 1 lag am Hausbahnsteig und bildete das Überholgleis. Die beiden Bahnsteige waren über einen höhenfreien Übergang miteinander verbunden. Nördlich des Bahnhofsgebäudes befand sich ein Stumpfgleis mit Kopframpe für den Güterverkehr. Im Süden des Bahnhofs befand sich ein Bahnübergang an der Freisinger Straße.

Am 25. November 1891 wurde der zweigleisige Ausbau der Bahnstrecke München–Regensburg bis Moosburg an der Isar in Betrieb genommen. Um auch Freising und Moosburg eine Verbindung in die Hallertau zu ermöglichen, wurde am 12. August 1907 mit dem Bau der Strecke von Langenbach nach Enzelhausen begonnen. Dieser Streckenteil der Hallertauer Lokalbahn wurde am 1. Mai 1909 eröffnet. Mit dem Bau der Bahnstrecke nach Enzelhausen wurde auch der Bahnhof Langenbach grundlegend umgebaut. Das heutige Bahnhofsgebäude wurde vermutlich nach 1904 errichtet und mit der Eröffnung der Hallertauer Lokalbahn in Betrieb genommen. Am nördlichen Ende des Bahnhofs entstand ein weiterer Bahnübergang. Beide Bahnübergänge wurde mit kleinen Stellwerken ausgestattet. Das Gleis 1 am Hausbahnsteig wurde mit dem zweigleisigen Ausbau der Bahnstrecke München–Regensburg zum zweiten Streckengleis. Für die Hallertauer Lokalbahn erhielt der Bahnhof ein drittes Bahnsteiggleis, welches gegenüber dem Empfangsgebäude eingerichtet wurde. Neben dem Gleis 3 entstand ein Wasserturm, um die Lokalbahnlokomotiven mit Wasser zu versorgen. Neben dem Empfangsgebäude entstand neben dem Gleis mit der Kopframpe ein weiteres Gleis zum Güterschuppen. Am 13. August 1926 ereignete sich in der Einfahrt des Bahnhofs ein schwerer Eisenbahnunfall, bei dem 12 Menschen starben. 
Die meisten Züge der Hallertauer Lokalbahn fuhren ab Langenbach weiter bis nach Freising. Bis und auch während des Zweiten Weltkrieges gab es keine größeren Umbauten mehr im Bahnhofsbereich.
Am 3. Juni 1973 stellte die Deutsche Bundesbahn den Personenverkehr zwischen Langenbach und Zolling auf der Hallertauer Lokalbahn ein. Der Güterverkehr vom Bahnhof Langenbach (Oberbay) zum Kraftwerk Zolling blieb erhalten. Nach der Stilllegung der Hallertauer Lokalbahn wurde der Bahnsteig an Gleis 3 abgerissen. In der Zwischenzeit wurde das kleinere Stellwerk am nördlichen Bahnübergang zu einem richtigen Stellwerk umgebaut. Der Fahrdienstleiter saß im Empfangsgebäude. Die Güterverladung am Bahnhof Langenbach (Oberbay) wurde 1999 aufgegeben. Ein Jahr später riss die Deutsche Bahn die Gleisanlagen ab. Seit Oktober 2007 wird der Bahnhof Langenbach (Oberbay) vom Elektronischen Stellwerk in München gesteuert. Die Stellwerke im Empfangsgebäude und beim Bahnübergang wurde teilweise abgebaut und stillgelegt.
Ab 2009 wurde der Bahnhof grundlegend umgebaut. Die beiden Bahnsteige wurden um 200 Meter Richtung Landshut verschoben und barrierefrei ausgebaut. Die Bahnsteige sind nun über eine Unterführung vom Bahnhofsvorplatz und von der westlich des Bahnhofs liegende Dorfstraße erreichbar. Die Umbauarbeiten waren im September 2010 abgeschlossen, daraufhin wurden die alten Bahnsteige im Jahr 2011 abgebaut. Das Empfangsgebäude blieb an der alten Stelle erhalten.

## Infrastruktur

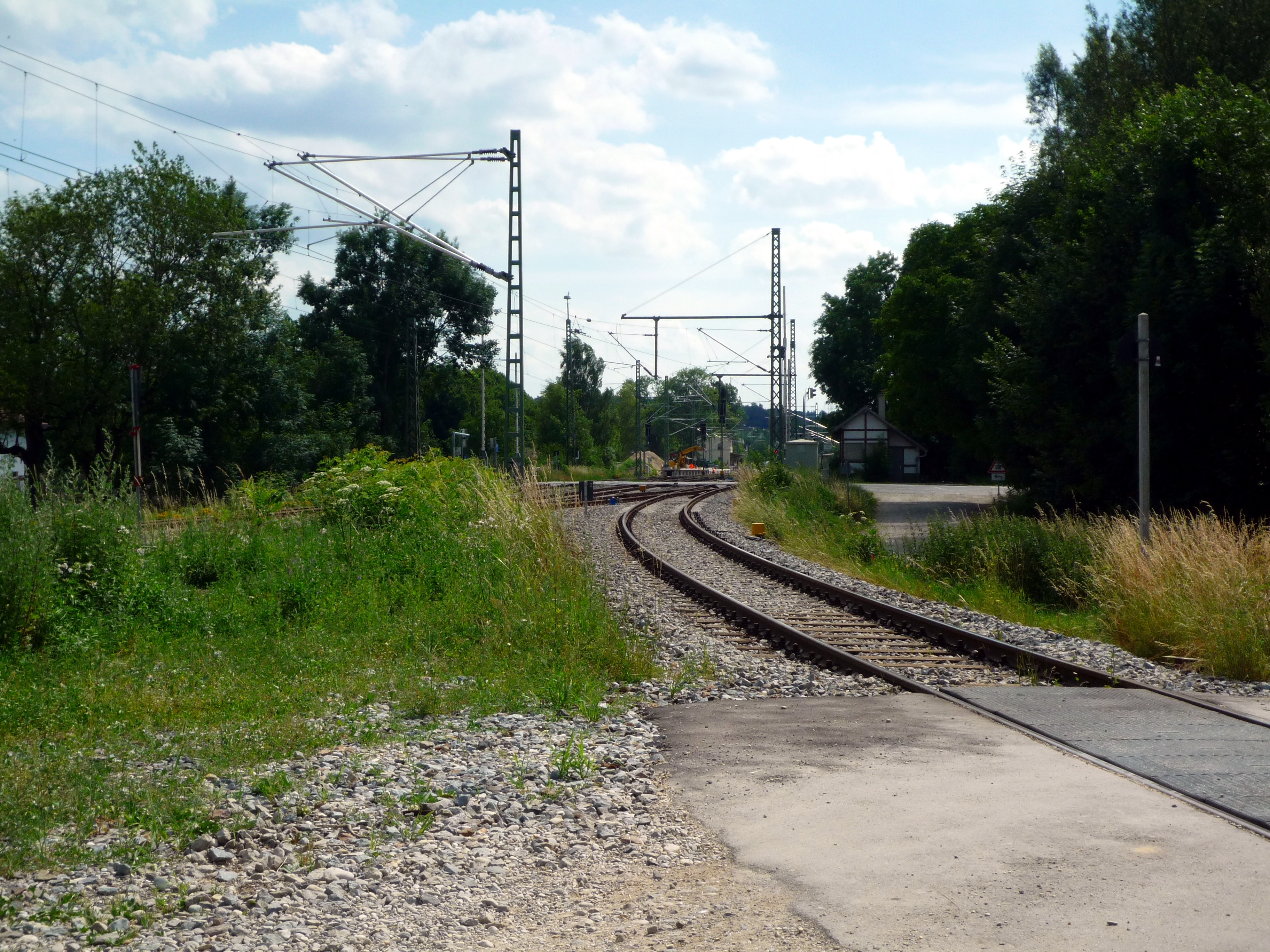
Abzweig der Hallertauer Lokalbahn von der Bahnstrecke München–Regensburg; Im Hintergrund der Bahnhof Langenbach

Der Bahnhof verfügt über zwei Bahnsteiggleise, die an zwei Seitenbahnsteigen liegen. Beide Bahnsteige sind 210 Meter lang und 76 Zentimeter hoch. Sie sind barrierefrei und über eine Unterführung miteinander verbunden. Der Bahnhof verfügt über digitale Anzeigen. Das Empfangsgebäude ist bis heute erhalten, jedoch nicht mehr zugänglich.
| Gleis | Nutzbare Länge | Bahnsteighöhe | Nutzung                                         |
| ----- | -------------- | ------------- | ----------------------------------------------- |
| 1     | 210 m          | 76 cm         | Regionalbahnen in Richtung Landshut             |
| 2     | 210 m          | 76 cm         | Regionalbahnen in Richtung Freising und München |

## Verkehr
Der Bahnhof Langenbach wird etwa alle zwei Stunden von Regionalbahnen der Relation Freising–Landshut bedient. In der Hauptverkehrszeit werden die Züge teilweise über Freising bis München durchgebunden und verkehren in einem angenäherten Stundentakt.